# 官统机场
官统机场是第二次世界大战期间于今云南省大理白族自治州修建的一座简易机场，现已不存在，原址在今宾川县金牛镇新坪村委会官统村。

## 历史
1939年11月，由于日军不断袭击祥云县内的机场，为了训练飞行员及以防不测，中华民国空军云南空军学校会同宾川县政府在宾川县州城以北1公里的平坝上建成官统机场。机场北靠官统村箐，南至圭山箐，东抵东山脚，西沿祥宾公路，机场长宽为1,100m×1,000m，共占地1,650余亩，没有正式的飞机跑道和雷达通讯设备。1943至1944年间，日军频繁轰炸祥云县境内的机场，祥云的大部分教练机早上降落官统机场，晚上又飞回祥云，在往返中既使飞行员得到训练，又让教练机免遭损失。
中华人民共和国成立后，因长期闲置，机场被开垦为农田。

## 资料来源
1. ↑  . mz.ynlib.cn. 云南省图书馆.   [2017-10-01]. （原始内容存档于2017-10-01）.
2. 1 2  大理白族自治州交通局. . 昆明: 云南人民出版社. 1991: P 209. ISBN 7-222-00770-9.